# 沼田市立薄根中学校
沼田市立薄根中学校（ぬまたしりつ うすねちゅうがっこう）は、群馬県沼田市にある公立中学校。

## 沿革
- 1947年（昭和22年）4月 - 薄根村立薄根中学校として創立
- 1954年（昭和29年）4月 - 自治体合併に伴い沼田市立となる

## 通学区域
- 下沼田町、白岩町、硯田町、恩田町、井土上町、宇楚井町、原町、堀廻町、大釜町、善桂寺町、石墨町、戸神町、町田町[1]